# Lernanthropus corteziensis
Lernanthropus corteziensis is een eenoogkreeftjessoort uit de familie van de Lernanthropidae. De wetenschappelijke naam van de soort is voor het eerst geldig gepubliceerd in 1991 door Deets & Kabata.